# Centrum nadzoru aparatów samoinkasujących

Centrum nadzoru w układzie sieci telekomunikacyjnej

Centrum nadzoru aparatów samoinkasujących – zespół urządzeń elektronicznych umożliwiających zdalne zarządzanie, diagnozowanie i programowanie publicznych aparatów samoinkasujących.
Dzięki centrum nadzoru szybciej lokalizowane są awarie aparatów, przestępstwa kradzieży „impulsów telefonicznych”, analizowany jest także ruch w sieci (np. opłacalność lokalizacji aparatu).
Publiczne aparaty samoinkasujące komunikują się z centrum nadzoru:
- w przypadkach alarmowych (wykrycie awarii aparatu, przekroczenie określonych parametrów),
- w odpowiedzi na wywołanie z centrum,
- automatycznie (o zaprogramowanej godzinie).

Komunikacja aparatu z centrum odbywa się za pomocą kodu (DTMF, modem, ISDN), aparat wysyła zakodowany raport.
Modele publicznych aparatów samoinkasujących posiadające funkcję komunikacji z centrum nadzoru: TSP-91, TPE-97, TCP-I, Ascom eXANTO.

## Stosowane systemy

### C90
Lokalne centrum nadzoru do obsługi ok. 100 aparatów (m.in. typu TSP-91). Urządzenie komunikujące się z aparatami (jednostka C90) przyłączane jest z jednej strony do sieci telefonicznej, a z drugiej - do komputera (złącze RS-232, RS-485).
Rodzaje komunikatów wysyłane do jednostki C90 przez aparat:
- awaria całkowita
- awaria częściowa (podawany jest kod błędu)
- stan przedalarmowy
- utrata danych pamięci RAM
- otwarcie obudowy aparatu

Odebrany komunikat jest drukowany lub przesyłany bezpośrednio do komputera. 

### STG97
Centrum nadzoru dla aparatów m.in. typu TPE-97.

### PMS150
Lokalne centrum nadzoru dla aparatów typu Ascom eXANTO.

### PMS300
Centralne centrum nadzoru dla aparatów typu Ascom eXANTO.